# Вилла (футбольный клуб)
«Вилла» (англ. Villa Sports Club) — угандийский футбольный клуб из столицы страны Кампалы, выступающий в Суперлиге Уганды, сильнейшем дивизионе страны. Основан в 1975 году, своё название получил в честь английского клуба «Астон Вилла». Домашние матчи проводит на «Национальном стадионе Уганды», вмещающем 45 202 зрителя. «Вилла» является самым титулованным клубом Уганды, она 16 раз побеждала в чемпионате Уганды и 8 раз завоевывала национальный Кубок, кроме того команда имеет на своем счету 3 победы в международном Кубке КЕСАФА.

## Достижения
- Чемпион Уганды (16): 1982, 1984, 1986, 1987, 1988, 1989, 1990, 1992, 1994, 1998, 1999, 2000, 2001, 2002, 2003, 2004.
- Обладатель Кубка Уганды (8): 1983, 1986, 1988, 1989, 1998, 2000, 2002, 2009.
- Обладатель Кубка КЕСАФА (3): 1987, 2003, 2005.
- Обладатель Суперкубка Восточной Африки (1): 2000.
- Финалист Африканского Кубка чемпионов (1): 1991.
- Финалист Кубка КАФ (1): 1992.

## Участие в международных кубках
- Лига чемпионов КАФ: 7 раз

| 1999 – Второй раунд 2000 – Предварительный раунд 2001 – Второй раунд | 2002 – Первый раунд 2003 – Первый раунд 2004 – Первый раунд | 2005 – Первый раунд |

- Африканский Кубок чемпионов: 6 раз

| 1983 – 1/4 финала 1985 – Первый раунд | 1987 – Второй раунд 1988 – Второй раунд | 1991 – Финал 1993 – 1/4 финала |

- Кубок Конфедерации КАФ: 1 раз

2010 – снялся с предварительного раунда
- Кубок КАФ: 2 раза

1992 – Финалист
1994 – дисквалифицирован в первом раунде
- Кубок обладателей кубков КАФ: 3 раза

1984 – 1/4 финала
1989 – Первый раунд
1990 – Первый раунд